# Lillestrøm Stadion
El Lillestrøm Stadion  es una instalación deportiva ubicada en Lillestrøm en Skedsmo, Noruega. La sede principal es friidrettsstadion Romerike, un estadio de atletismo con ocho pistas de atletismo para todo clima. Cuenta con múltiples campos de fútbol, una de ellas con césped artificial y otra con grava. El parque cuenta con dos estadios, LSK-Hallen con un campo de fútbol artificial y Skedsmohallen para deportes bajo techo. El lugar está situado junto al Åråsen Stadion, el estadio del Lillestrøm SK.
El estadio se inauguró el 6 de junio de 1920 y fue la sede del Lillestrøm SK y en un principio se llamó Lillestrøm kommunale idrettsplass. El Lillestrøm SK fue el principal inquilino futbolístico desde la inauguración hasta 1951, cuando se inauguró el Åråsen Stadion.